# Paulo Stein
Paulo Stein (Rio de Janeiro, 6 de outubro de 1947 — 27 de março de 2021) foi um jornalista, radialista, apresentador de televisão e locutor esportivo brasileiro.

## Biografia
Paulo Stein começou a trabalhar no Jornal dos Sports em 1968, onde ficou até 1969. Foi repórter e pauteiro do O Estado de S. Paulo de 1969 a 1978. No rádio trabalhou na Tupi de 1971 a 1976 e na Nacional de 1976 a 1981. Foi colunista do jornal O Fluminense entre 1978 e 1981.
Na televisão, foi narrador, diretor de esportes e apresentador do programa Bola na Mesa na TV Bandeirantes Rio de Janeiro de 1977 a 1982. Em 1983, foi para a Rede Manchete onde foi diretor de esportes e, além da cobertura esportiva, se consagrou também nas transmissões de carnaval, que na emissora narrou de 1984 a 1998, sendo o primeiro locutor que transmitiu do Sambódromo Carioca e também do de Manaus. Narrou o carnaval de São Paulo por vários anos e o de Salvador, em 1993. Em 1996, Stein foi para a RecordTV, mas voltou em 1997 para a Manchete, onde também participou da cobertura da Copa do Mundo de 1998. Paulo Stein esteve na Manchete até 1999, quando foi colocado à disposição em novembro daquele ano pela RedeTV!, que comprou a emissora do grupo Bloch em maio.
Além disso, escreveu para as revistas Manchete, Fatos & Fotos, Manchete Esportiva e Placar. É também professor de telejornalismo e radialismo. Deu aulas na Faculdade Pinheiro Guimarães de 1993 a 1996.
Foi diretor de redação entre 2000 e 2001 do site MeDeiBem. Em 2001, passou a integrar a equipe da TVE Brasil onde apresentou o EsporTVisão. Entre 2008 e 2010, passou a integrar a equipe da ESPN Brasil atuando como apresentador do programa Bate-Bola 2.ª edição, na sede carioca da emissora. Em 2011, passa a integrar a equipe do SporTV e Premiere, do quais saiu em 2019, não retornando mais ao vídeo.
Em 2009, depois de 11 anos fora das transmissões do carnaval carioca, comandou a transmissão do desfile para a Liga das Escolas de Samba do Grupo de Acesso, na CNT.
Stein faleceu no dia 27 de março de 2021, após ficar quatro dias internado em decorrência de complicações da COVID-19.